# Giuseppe De Donno
Giuseppe De Donno (Mantova, 2 luglio 1967 – Curtatone, 27 luglio 2021) è stato un medico italiano.

## Biografia
Diplomato al liceo classico, dopo essersi laureato in medicina e chirurgia, De Donno completò i suoi studi attraverso corsi di perfezionamento in fisiopatologia e allergologia respiratoria ed ottenne la specializzazione in pneumologia nel 1996, quando già lavorava nel reparto di malattie dell'apparato respiratorio del Policlinico dell'università modenese.
Nel 2018 divenne quindi primario di pneumologia dell'ospedale mantovano "Carlo Poma", di cui era già stato dirigente dell'unità di pneumologia a partire dal 2013.
Fu vicesindaco di Curtatone a partire dal 10 aprile 2010, nella giunta del sindaco Antonio Badolato.

### Lo studio sul plasma iperimmune
De Donno salì all'attenzione delle cronache durante la pandemia di COVID-19, quando fu tra i primi a promuovere la sperimentazione del plasma iperimmune come cura alla malattia, avviata nell'ospedale mantovano e poi estesasi anche ad altri ospedali, come il Policlinico San Matteo di Pavia, ottenendo risultati che secondo alcuni potevano essere considerati importanti successi ma suscitando anche diverse polemiche circa l'utilizzo di tale rimedio e sui suoi effettivi risultati.
Dopo che a maggio 2020 l'AIFA autorizzò uno studio nazionale, denominato "Tsunami" (TranSfUsion of coNvaleScent plAsma for the treatment of severe pneuMonIa due to SARS.CoV2), per valutare l'efficacia e il ruolo del plasma, ponendo come "Principal Investigator" l'azienda ospedaliero-universitaria di Pisa e il "San Matteo", De Donno, nel corso di un'audizione al Senato della Repubblica, si scagliò contro tale decisione, lamentando una minor esperienza da parte dell'ente pisano. I risultati dello studio, riportati nell'aprile 2021, rivelarono la mancata evidenza di un beneficio del plasma in termini di riduzione del rischio di peggioramento respiratorio o morte nei primi trenta giorni. Inoltre, già a novembre 2020, uno studio realizzato dall'Hospital Italiano de Buenos Aires e pubblicato sulla rivista The New England Journal of Medicine aveva sostenuto che l'utilizzo del plasma iperimmune sui pazienti gravi per COVID-19 non sortiva alcun effetto.
Il 14 maggio 2021 la rivista medica The Lancet pubblicò i risultati dello studio scientifico condotto in 177 ospedali pubblici del Regno Unito su 11 558 pazienti per valutare l'efficacia del metodo proposto da De Donno. La conclusione dello studio fu che "nei pazienti ricoverati con COVID-19, l'impiego di plasma autoimmune ad alto titolo non ha migliorato il tasso di sopravvivenza né altri obiettivi clinici prefissati".

### Gli ultimi mesi
Dimessosi dal suo ruolo di primario al "Carlo Poma" agli inizi di giugno 2021, De Donno iniziò l'attività di medico di famiglia il 5 luglio dello stesso anno. Poco meno di un mese dopo, il 27 luglio, De Donno venne rinvenuto morto nella sua casa di Curtatone; si ritiene che l'uomo si sia impiccato. Benché la sua morte sia stata presa a pretesto da diversi sostenitori di teorie del complotto per sollevare tesi a favore di posizioni antivacciniste, la famiglia del medico ha negato che De Donno fosse mai stato favorevole a queste ultime posizioni, invitando a non strumentalizzare la memoria dell'uomo.